# Орцокко Торкиторио I
Торкиторио I (Арцо/Орроко/Орцокко) (Torchitorio I  (Arzo/Orroco/ Orzocco) (ум. до 12 июня 1089) – судья Кальяри. Считается сыном Мариано Салюзио I де Лакон-Гунале, о котором сведения в первичных источниках не сохранились.
До них судьями Кальяри были маркизы Корсики Уго ди Масса («Ugonus…marchio Masse domino de Corsica et judex Calaritanus»), упоминаемый в документах от3 апреля 1002 и 6 марта 1021 года, и его родственник (возможно — брат) Гульельмо («Dominus Guglielmus marchio et dominus in Corsica judex Calaritanus»), упоминаемый в хартии от 24 февраля 1019.
Джованни Франческо Фара пишет, что в понтификат папы Александра II (ок. 1060) кардинал Лев Остийский назначил двух правителей Сардинии — Баризоне и Торкиторио, одного в Логудоро, другого в Кальяри («duos reges Sardiniæ…Barisonem et Torquitorium…unum Logudorii, alterum Caralis regem»).

По примеру своего отца Мариано, который после избрания судьёй принял имя Салюзио, Орцокко тоже сменил данное при рождении имя на Торкиторио.
Упоминается в документах:
- от 14.10.1073 — «Orroco Caralitano»;
- 1070-е гг. -«Judigi Trogodori de Ugunali»
- 1080 — «Judici Calaritano Orzocco»
- 12.06.1089 — «Arzo rex et iudex Karalitanus».

Жена – Вера (ум. не ранее 1090), происхождение не выяснено. Дети:
- Костантино I, судья Кальяри
- Пьетро Серджио
- Комита (ум. не ранее 1119)
- Гоннарио (упом. 2 мая 1112)
- Торбино (ум не ранее 1112), судья Кальяри в 1104
- Пьетро (упом. 2 мая 1112).